# Bayer 04 Leverkusen Fußball GmbH

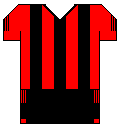
Antic uniforme del club

El Bayer 04 Leverkusen Fußball GmbH, normalment abreujat com a Bayer Leverkusen, és un club de futbol alemany de la ciutat de Leverkusen.

## Història
El club va néixer l'1 de juliol de 1904 amb el nom de TuS Friedrich Bayer & Co 1904 Leverkusen. Tres anys més tard es creà una secció separada per al futbol. L'any 1923 es reanomenà com a FV 1904 Leverkusen, el 1928 se separà del club original formant el SportVereinigung 04 Leverkusen amb seccions d'handbol, atletisme o boxa, a més del futbol, però sense la part de gimnàstica. Així el SV Bayer 04 adoptà els colors vermell i negre, mentre que els gimnastes adoptaren el blau i el groc. El 1935 incorporà el mot Bayer al nom. Als anys 40 hi hagué diversos intents de fusionar les dues entitats però no reeixiren. L'any 1984, les dues parts del club que havien romàs separades durant força anys per fi uniren de nou les forces. Així s'adoptà el nom de TSV Bayer 04 Leverkusen. Aquest fet, a més, coincidí amb els millors anys del club a nivell esportiu on trobem una copa alemanya a més d'una copa de la UEFA. El 1999, la secció de futbol es va separar del club esportiu i ara és una entitat separada formalment anomenada Bayer 04 Leverkusen Fußball GmbH.

## Palmarès
- Copa de la UEFA (1)
  - 1987-88
- 1. Bundesliga (1)
  - 2023-24
- Copa alemanya de futbol (2)
  - 1993, 2024
- Supercopa alemanya de futbol (1)
  - 2024
- 2. Bundesliga (1)
  - 1978-79

## Jugadors

### Plantilla 2025-25
A 31 gener 2025 
| N. | Pos. | Nac. | Jugador                                       |
| -- | ---- | --- | --------------------------------------------- |
| 1  | POR  | [[Fitxer:Flag of Finland.svg\|23x15px\|border \|alt=Finlàndia\|link=Selecció de futbol de Finlàndia\|{{#if:\|]]                           | Lukas Hradecky (capità)                       |
| 3  | DEF  | [[Fitxer:Flag of Ecuador.svg\|23x15px\|border \|alt=Equador\|link=Selecció de futbol de l'Equador\|{{#if:\|]]                             | Piero Hincapié                                |
| 4  | DEF  | [[Fitxer:Flag of Germany.svg\|23x15px\|border \|alt=Alemanya\|link=Selecció de futbol d'Alemanya\|{{#if:\|]]                              | Jonathan Tah (2n capità)                      |
| 5  | DEF  | [[Fitxer:Flag of Spain.svg\|23x15px\|border \|alt=Espanya\|link=Selecció de futbol d'Espanya\|{{#if:\|]]                                  | Mario Hermoso (cedit per l'AS Roma)           |
| 7  | MIG  | [[Fitxer:Flag of Germany.svg\|23x15px\|border \|alt=Alemanya\|link=Selecció de futbol d'Alemanya\|{{#if:\|]]                              | Jonas Hofmann                                 |
| 8  | MIG  | [[Fitxer:Flag of Germany.svg\|23x15px\|border \|alt=Alemanya\|link=Selecció de futbol d'Alemanya\|{{#if:\|]]                              | Robert Andrich                                |
| 10 | DAV  | [[Fitxer:Flag of Germany.svg\|23x15px\|border \|alt=Alemanya\|link=Selecció de futbol d'Alemanya\|{{#if:\|]]                              | Florian Wirtz                                 |
| 11 | MIG  | [[Fitxer:Flag of France (1794–1815, 1830–1974).svg\|23x15px\|border \|alt=França\|link=Selecció de futbol de França\|{{#if:\|]]           | Martin Terrier                                |
| 12 | DEF  | [[Fitxer:Flag of Burkina Faso.svg\|23x15px\|border \|alt=Burkina Faso\|link=Selecció de futbol de Burkina Faso\|{{#if:\|]]                | Edmond Tapsoba                                |
| 13 | DEF  | [[Fitxer:Flag of Brazil.svg\|23x15px\|border \|alt=Brasil\|link=Selecció de futbol del Brasil\|{{#if:\|]]                                 | Arthur                                        |
| 14 | DAV  | [[Fitxer:Flag of the Czech Republic.svg\|23x15px\|border \|alt=República Txeca\|link=Selecció de futbol de la República Txeca\|{{#if:\|]] | Patrik Schick                                 |
| 16 | MIG  | [[Fitxer:Flag of Argentina.svg\|23x15px\|border \|alt=Argentina\|link=Selecció de futbol de l'Argentina\|{{#if:\|]]                       | Emiliano Buendía (cedit per l'Aston Villa FC) |
| 17 | POR  | [[Fitxer:Flag of the Czech Republic.svg\|23x15px\|border \|alt=República Txeca\|link=Selecció de futbol de la República Txeca\|{{#if:\|]] | Matěj Kovář                                   |

| N. | Pos. | Nac. | Jugador                                          |
| -- | ---- | --- | ------------------------------------------------ |
| 18 | DAV  | [[Fitxer:Flag of Argentina.svg\|23x15px\|border \|alt=Argentina\|link=Selecció de futbol de l'Argentina\|{{#if:\|]]               | Alejo Sarco                                      |
| 19 | MIG  | [[Fitxer:Flag of Nigeria.svg\|23x15px\|border \|alt=Nigèria\|link=Selecció de futbol de Nigèria\|{{#if:\|]]                       | Nathan Tella                                     |
| 20 | DEF  | [[Fitxer:Flag of Spain.svg\|23x15px\|border \|alt=Espanya\|link=Selecció de futbol d'Espanya\|{{#if:\|]]                          | Álex Grimaldo                                    |
| 21 | MIG  | [[Fitxer:Flag of Morocco.svg\|23x15px\|border \|alt=Marroc\|link=Selecció de futbol del Marroc\|{{#if:\|]]                        | Amine Adli                                       |
| 22 | DAV  | [[Fitxer:Flag of Nigeria.svg\|23x15px\|border \|alt=Nigèria\|link=Selecció de futbol de Nigèria\|{{#if:\|]]                       | Victor Boniface                                  |
| 23 | DEF  | [[Fitxer:Flag of France (1794–1815, 1830–1974).svg\|23x15px\|border \|alt=França\|link=Selecció de futbol de França\|{{#if:\|]]   | Nordi Mukiele (cedit pel Paris Saint-Germain FC) |
| 24 | MIG  | [[Fitxer:Flag of Catalonia.svg\|23x15px\|border \|alt=Catalunya\|link=Selecció de futbol de Catalunya\|{{#if:\|]]                 | Aleix García                                     |
| 25 | MIG  | [[Fitxer:Flag of Argentina.svg\|23x15px\|border \|alt=Argentina\|link=Selecció de futbol de l'Argentina\|{{#if:\|]]               | Exequiel Palacios                                |
| 30 | DEF  | [[Fitxer:Flag of the Netherlands.svg\|23x15px\|border \|alt=Països Baixos\|link=Selecció de futbol dels Països Baixos\|{{#if:\|]] | Jeremie Frimpong                                 |
| 34 | MIG  | [[Fitxer:Flag of Switzerland.svg\|23x16px\|border \|alt=Suïssa\|link=Selecció de futbol de Suïssa\|{{#if:\|]]                     | Granit Xhaka                                     |
| 36 | POR  | [[Fitxer:Flag of Germany.svg\|23x15px\|border \|alt=Alemanya\|link=Selecció de futbol d'Alemanya\|{{#if:\|]]                      | Niklas Lomb                                      |
| 44 | DEF  | [[Fitxer:Flag of France (1794–1815, 1830–1974).svg\|23x15px\|border \|alt=França\|link=Selecció de futbol de França\|{{#if:\|]]   | Jeanuël Belocian                                 |

### Jugadors històrics destacats
- Rüdiger Vollborn
- Jorginho
- Lúcio
- Jens Nowotny
- Juan
- Emerson
- Michael Ballack
- Zé Roberto
- Bernd Schneider
- Ulf Kirsten
- Rudi Völler
- Stefan Kießling